# 座標
幾何学において、座標（ざひょう）とは、点の位置を指定するために与えられる数の組（coordinates）、あるいはその各数（coordinate）のことであり、その組から点の位置を定める方法を与えるものが座標系（ざひょうけい、英: coordinate system）である。例えば、世界地図にある緯度と経度のようなもの。座標系と座標が与えられれば、点はただ一つに定まる。
座標は点により定まる関数の組であって、一つの空間に複数の座標系が重複して定義されていることがある。例えば、多様体は各点の近くでユークリッド空間と同様の座標系が貼り付けられているが、ほとんどの場合、一つの座標系の座標だけを考えていたのでは全ての点を特定することができない。このような場合は、たくさんの座標系を貼り付けて、重なる部分での読み替えの方法を記した地図帳（アトラス、atlas）を用意することもある。
地球上の位置を表す地理座標や、地球の衛星である月での位置を表す月面座標、天体に対して天球上の位置を表す天球座標がある。

## 座標系

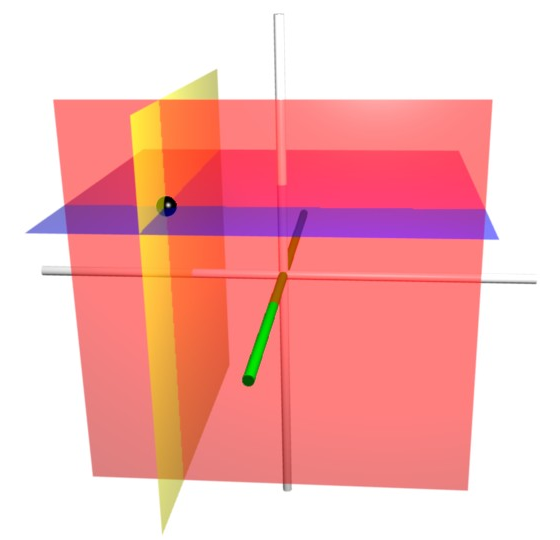
3次元の直交座標系

座標の表現方法は一意ではなく、原点・座標軸の取り方により何通りでも表現が可能である。
原点や座標軸などを定めれば、任意の座標は、ただ一つの点を指し示す。しかし逆に座標系によっては、任意の点にただ一つの座標を与えることはできない。たとえば極座標系では原点がいくつもの座標表現ができる。このように定めれば座標が作れるシステムのことを座標系 (system of coordinates) と呼ぶ。
座標系の種類としては、以下の例などがある。
- 直交座標系
- 斜交座標系
- 極座標系
- 一般化座標系
  - 球座標系、円筒座標系

3DCGでは、扱っている空間全体の座標系をワールド座標系 (world coordinate system) あるいはグローバル座標系 (global coordinate system) と呼び、その中にある個別の物体（オブジェクト）それぞれにローカル座標系 (local coordinate system) あるいはボディ座標系 (body coordinate system) を設定することによって、全体空間の中でのそれぞれのオブジェクトの変化を扱いやすくするのが一般的である。例えば人間が走るシーンでは、腕や足の動きは身体の重心を原点とするローカル座標系の中での座標値の変化として、身体の移動はワールド座標系の中での身体の重心の位置の変化として、表せる。

## 座標変換
異なる座標系の間には座標を変換するための関数が定義できる。このことを座標変換と呼ぶ。逆に座標変換を与えることによって異なる座標系を定義することもできる。座標変換には平行移動、回転などがある。

## 起源
座標という概念を初めに考え出したのは哲学者であり数学者でもあるフランスのルネ・デカルトといわれている。ただし、彼の著書『幾何学』では問題に応じて基準となる直線を適宜設定しており、現在のような固定した座標軸を設定する表現は用いられていない。なお、彼は病気療養中に寝転がりながら天井の板を見ていてこれを思いついたという逸話もあるがそれが本当かどうかは定かではない。
「座標」の由来である"co-ordinate"の用語を初めに用いたのはドイツの哲学者、数学者のゴットフリート・ライプニッツであり、現在の直交座標系の表記もライプニッツのものに由来する。日本語で「座標」の語を初めに用いたのは藤沢利喜太郎であるが、当時の表記は「坐標」であり、のちに林鶴一らによって現在の「座標」に改められた。

## 地理座標
地理座標（または地図座標）は地球上の位置を表す座標をいう。2次元では緯度と経度で表し、3次元ではこれに標高を加えるのが一般的である。詳しくは測地系を参照。なお、都市や府県程度内の位置は、地球表面を近似的に平面であるとみなすことができるので、あらかじめ設定した座標原点から南北に何メートル、東西に何メートルの点として表すのが実用的である。国土地理院が定めた平面直角座標系は、この考えに基づき、地球楕円体表面をガウス・クリューゲル図法により平面上に等角写像して、日本内に19箇所の座標原点を置き、各々の座標原点からのx座標（北向きに正、南向きに負）、y座標（東向きに正、西向きに負）の値を与えるものである。

## 天球座標
天体上の星などの位置を、地球から見上げる天球に配置されているものとして表す座標をいう。各種の座標系があるが、詳しくは天球座標系を参照。なお、あくまで天球上での位置を表すものであり、地球から星への距離を表すものではない。

## 色の座標による指定
色は複数（通常3つないし4つ）の数値要素の組み合わせで指定することができる。例えばマンセル表色系では、色相・明度・彩度による。RGBにおいては赤成分 (R)・緑成分 (G)・青成分 (B) による。詳しくは色空間を参照。